# Eredivisie Beachsoccer
De Eredivisie Beachsoccer, is een strandvoetbalcompetitie van Beachsoccerbond Nederland (BSBN). Ze vindt plaats door geheel Nederland.

## Clubs
De clubs van de Eredivisie Beachsoccer in het seizoen 2014 waren
- BS Hoorn/Samlex (Hoorn)
- BS Amsterdam (Amsterdam)
- Beachsoccer Lansingerland (Lansingerland)
- Betuws Beachsoccer (Tiel)
- VVS Scheveningen (Scheveningen)
- BS Katwijk (Katwijk)
- BS Rotterdam (Rotterdam)
- BS La Bastille (Amsterdam)
- NOAD'13
- BSK Moerdijk Koeriers (Moerdijk)
- Pelikaan Beachsoccer Zwolle (Zwolle)
- BS Utrecht (Utrecht)

## Landskampioenen
- 2012   BS La Bastille Amsterdam
- 2013   BS Hoorn/Samlex
- 2014   BS Rotterdam
- 2015   Pelikaan BS Zwolle
- 2016   Betuws Beach Soccer
- 2017   BS Egmond
- 2018   BS Egmond